# Cocytius antaeus
Cocytius antaeus (Drury, 1773) è un lepidottero appartenente alla famiglia Sphingidae, diffuso in America Settentrionale, Centrale e Meridionale. Rappresenta l'unica specie attualmente riconosciuta del genere Cocytius Hübner, 1816.

## Etimologia
Il nome del genere si ricava dall'aggettivo latino cocytius = di Cocito, fiume dell'Averno.
L'epiteto specifico deriva invece dal latino Antaeus = Anteo, gigante affrontato da Ercole.

## Descrizione

### Adulto
Il colore di fondo della pagina superiore dell'ala anteriore è un marroncino intenso, più scuro nel maschio, con geometrie nerastre disposte anche lungo la costa. Si osserva una zona semitrasparente, sita posteriormente alla nervatura CuA1, dovuta ad una minore densità delle scaglie alari, che sulla pagina inferiore appaiono piliformi. La zona nerastra posteriore rispetto ad M3 risulta più marcata.

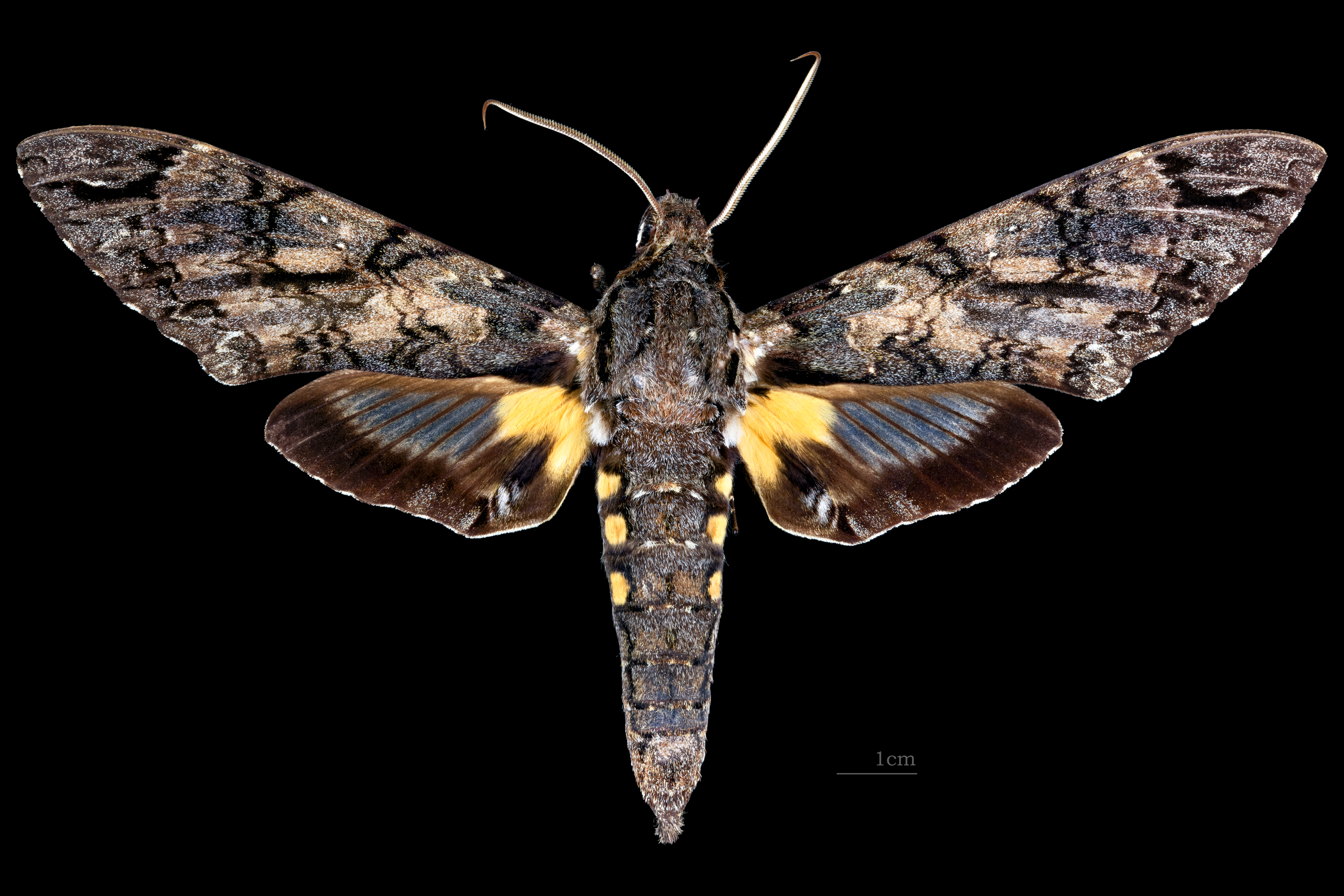
Parte superiore del maschio.
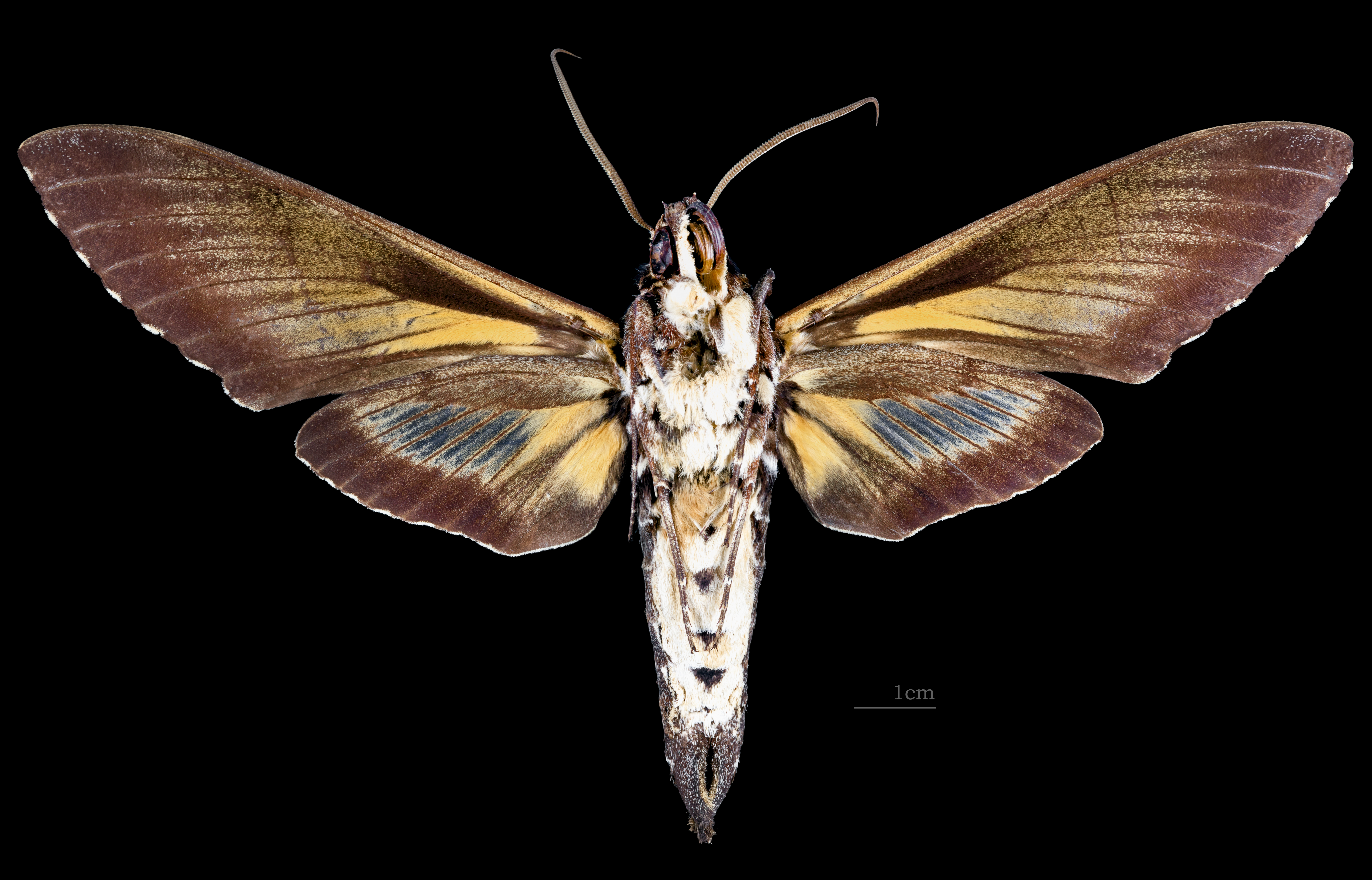
Parte inferiore del maschio.
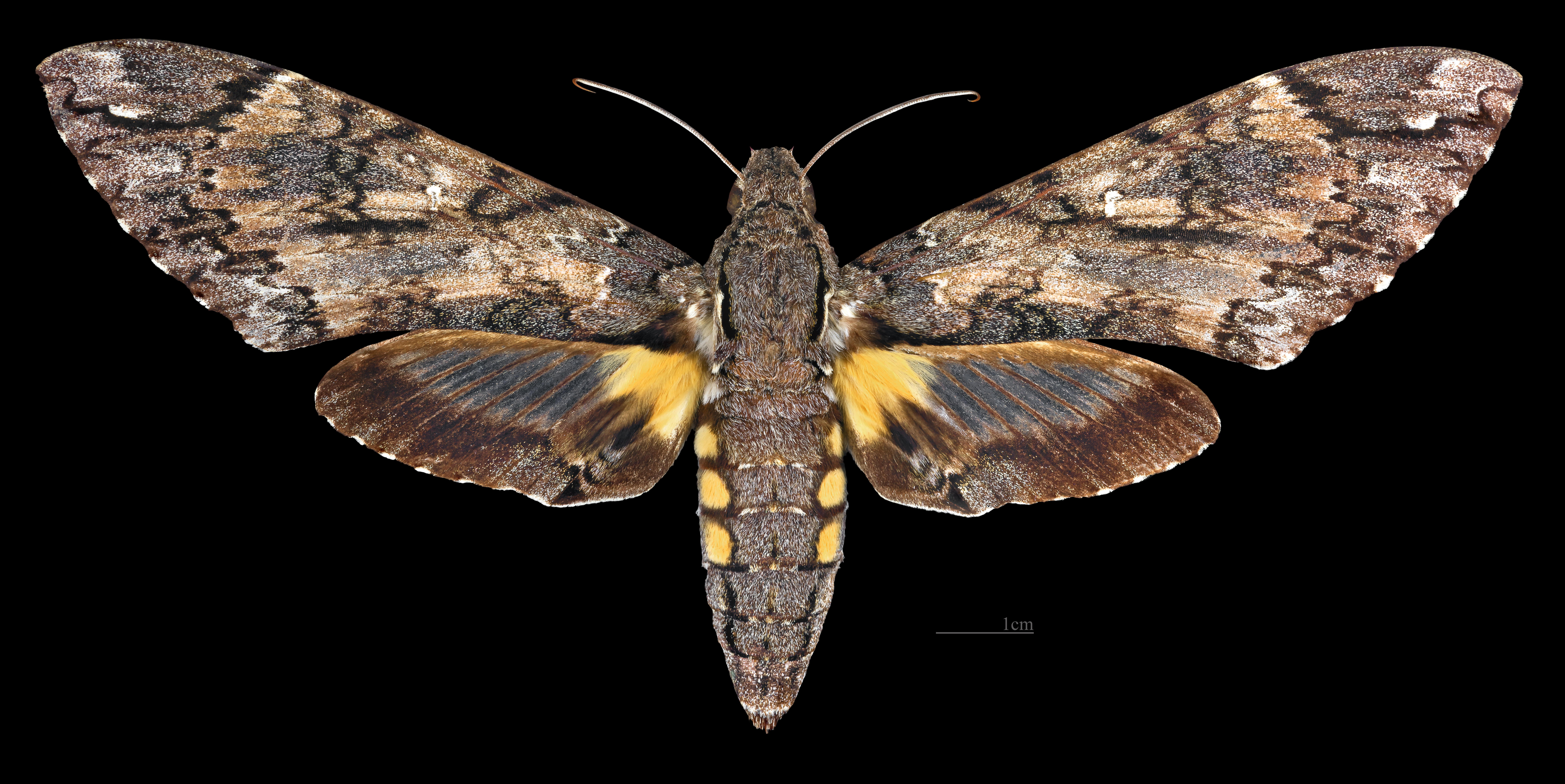
Parte superiore della femmina.
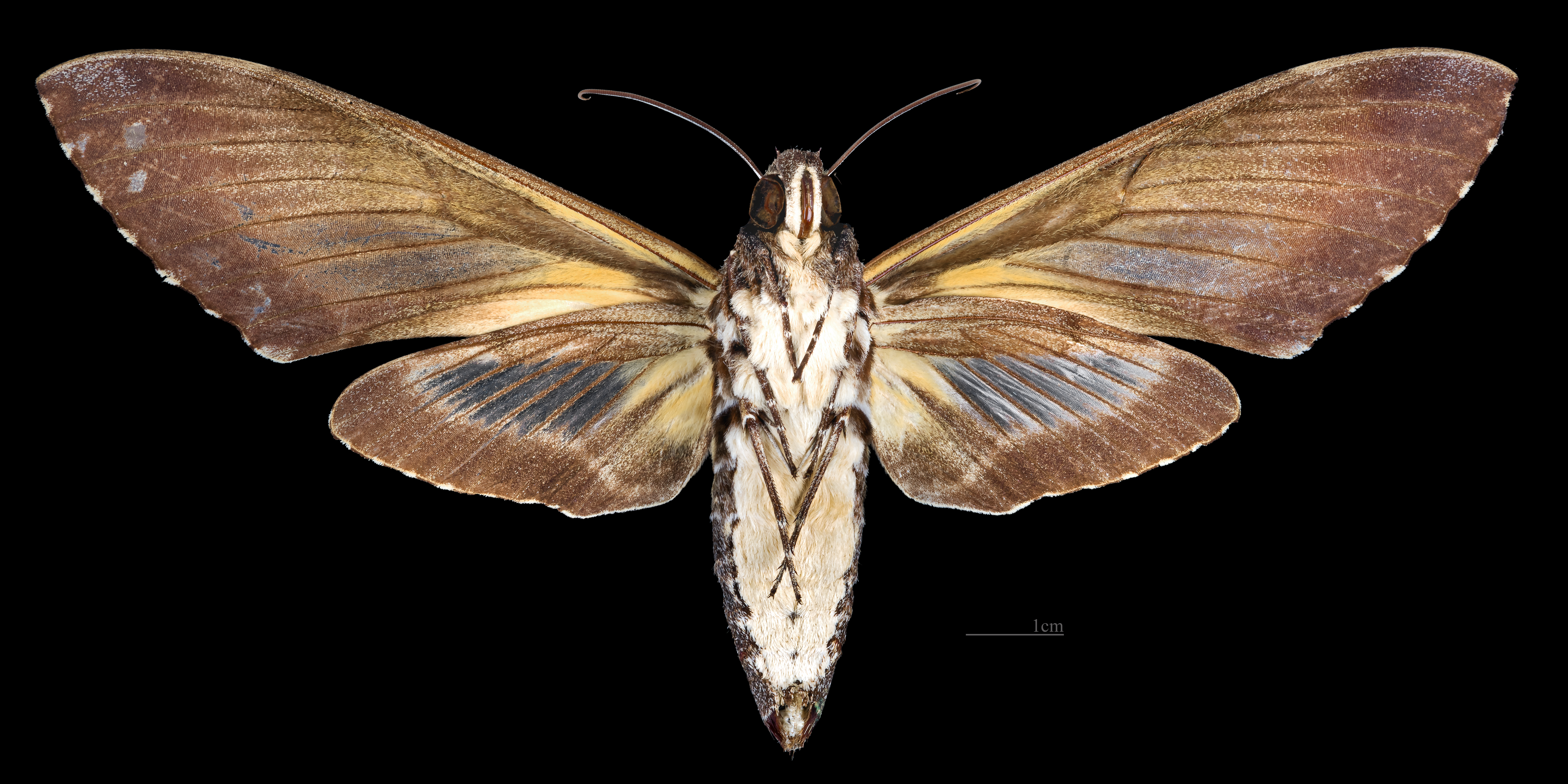
Parte inferiore della femmina.

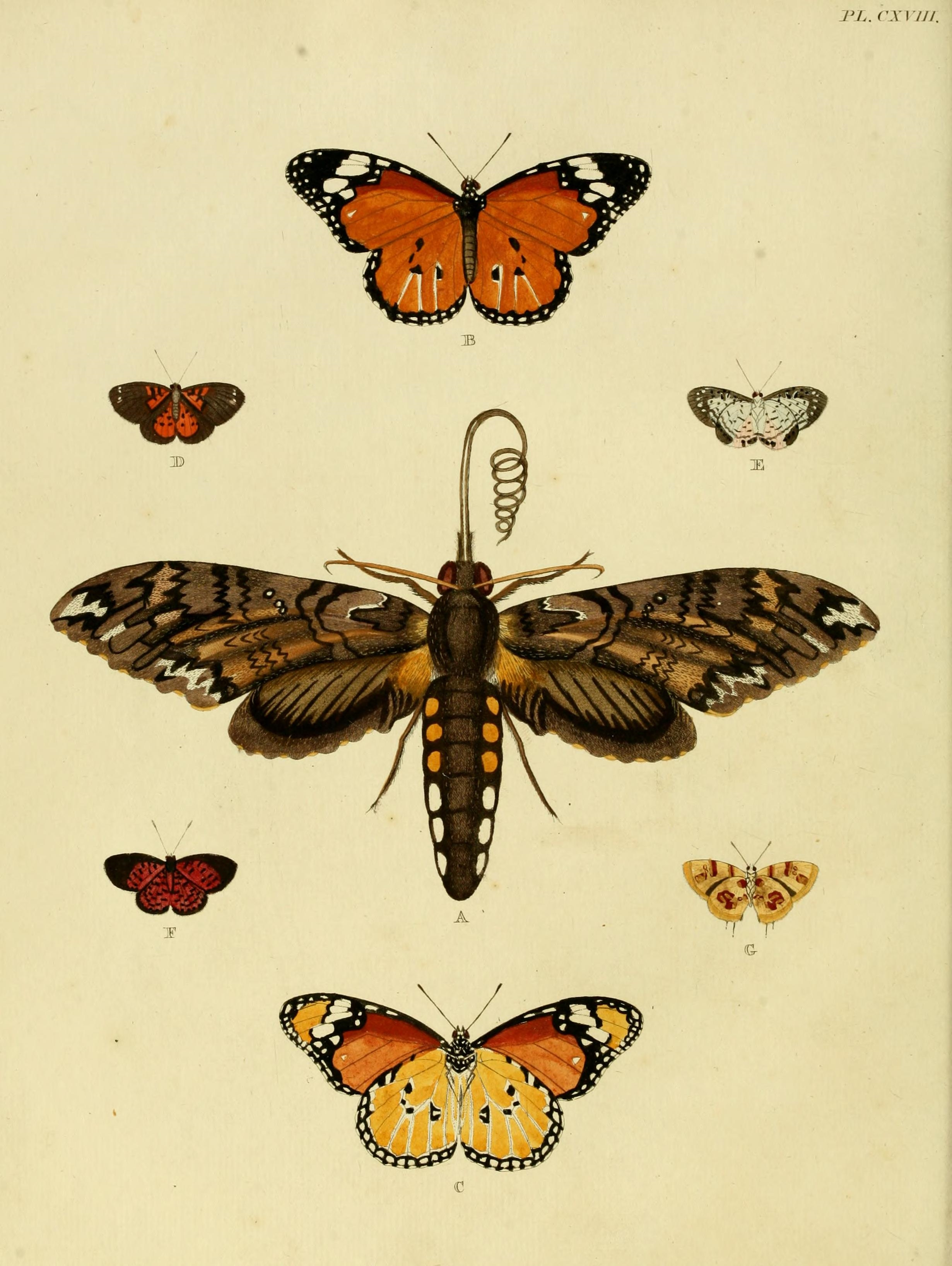
Tavola tratta dal De uitlandsche kapellen: voorkomende in de drie waereld-deelen Asia, Africa en America di Cramer e Stoll (1779), con al centro Cocytius antaeus

Nella regione postdiscoidale, una banda color camoscio decorre, con andamento sinusoidale, dal margine costale fino a quello interno, mentre la parte distale delle nervature appare più chiara rispetto al resto della campitura. Non è chiaramente individuabile una macchia discale, ma sono tuttavia presenti due piccole macchie biancastre tondeggianti in posizione subcostale, meno evidenti nella femmina. L'apice non è falcato, mentre il termen presenta una lievissima dentellatura, non sempre apprezzabile. Il tornus è evidente e più stretto nella femmina.

La pagina inferiore dell'ala anteriore ha tonalità comprese tra il giallo ocra della zona basale (più spento nella femmina) ed il marroncino della fascia terminale; si possono inoltre riscontrare striature più chiare nel postmarginale, in corrispondenza delle terminazioni delle nervature.

L'ala posteriore mostra una evidente sezione trasparente triangolare, posteriore rispetto a M1, che partendo con angolo acuto in corrispondenza della regione submarginale, prosegue allargandosi verso la zona basale, senza tuttavia raggiungere la zona anale. Si nota anche una plica semitrasparente posteriormente a CuA2. La fascia terminale è larga e marrone scuro, e tende ad allargarsi in corrispondenza dell'angolo anale, qui ben distinguibile. La pagina inferiore dell'ala riprende le tonalità dell'anteriore, anche qui più sfumata nella femmina.

Il capo presenta occhi molto grandi, una spirotromba sviluppata ed antenne filiformi ed uncinate all'estremità, di lunghezza pari a circa la metà della costa. Il terzo segmento dei palpi labiali rivela un "corno" appuntito su ambo i lati.

Il torace è brunastro dorsalmente (più chiaro nella femmina), mentre ventralmente appare di un bianco-giallastro.

Osservando il maschio, nel primo paio di zampe, le tibie sono un po' più lunghe, nel secondo paio nettamente più lunghe, e nel terzo paio un po' più corte dei rispettivi primi segmenti tarsali, e reggono speroni tipicamente allungati; il pulvillus è presente, mentre il paronychium mostra due lobi su ogni lato. Ancora nelle zampe anteriori, i tarsi hanno struttura affine a quella di Amphonyx duponchel, ma nel primo segmento, munito esclusivamente di spine esterne, il pettine è costituito solo da uno o due processi spinosi, per il resto poco presenti nei rimanenti segmenti. Nella femmina i tarsi anteriori rivelano quattro file di spine, mentre le tibie anteriori sono un po' più allungate.

L'addome, più affusolato nel maschio, è brunastro dorsalmente e biancastro sulla superficie ventrale, con bande gialle dorsolaterali appena accennate.

Nel genitale maschile, l'uncus appare strutturato a doppio arco, se osservato lateralmente, con apice appuntito ventralmente e alquanto acuminato. Lo gnathos ricorda abbastanza quello di Amphonix lucifer, ma rispetto a questo si rivela dotato di superfici più parallele e con apice smussato e tronco. La valva è ampia, munita di una profonda invaginazione in prossimità dell'attaccamento dell'harpe, e con svariate setole. L'harpe a sua volta mostra un tozzo processo subcilindrico di struttura claviforme, in quanto dilatato e marcatamente seghettato all'apice. La juxta è rappresentata da una tasca a forma di collare, aperta ventralmente, e rivestita di processi piliformi. Si nota pure un edeago provvisto di un singolo piccolo dente in posizione subapicale.

Nel genitale femminile possiamo invece scorgere una piastra ostiale ben sviluppata, nonché ampiamente sclerotizzata anche a livello apicale, ma dotata di scaglie esigue o addirittura assenti, pressoché tronca e con superficie laterale inspessita o ricurva. L'ostium bursae risulta libero, con bordi meno sollevati di quanto riscontrabile in Amphonyx lucifer e in Pseudococytius beelzebuth, con la base più ravvicinata rispetto all'apice.

L'apertura alare varia da 126 a 178 mm, con la femmina nettamente più grande del maschio.

### Uovo
Le uova, spesso deposte sulla pagina inferiore della foglia della pianta nutrice, sono sferoidali, di colore giallo-brunastro e con superficie micropilare depressa.

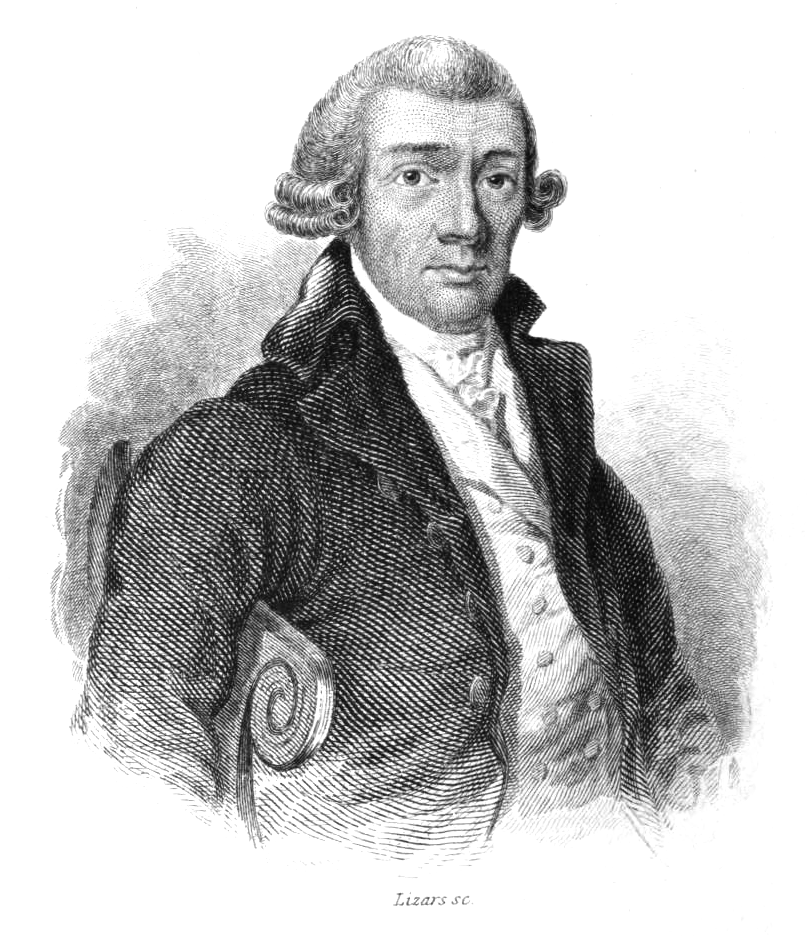
L'entomologo britannico Dru Drury (1725-1803) che nel 1773 descrisse per primo la specie

### Larva
La colorazione dello stadio larvale è giallo-verdognola nei primissimi stadi di sviluppo, per poi virare decisamente verso un verde brillante negli stadi successivi. Il bruco maturo, che può superare i 20 g di peso ed è ricoperto di una impercettibile peluria, mostra una linea dorsale rossastra e due marcate linee bianche diagonali ai lati dell'addome, che appaiono come ideale proseguimento del cornetto caudale, disposto sull'ottavo urotergite; tale cornetto, inizialmente affusolato e nerastro, dopo le prime mute si trasforma in un'appendice conica più tozza e bitorzoluta, di tonalità rosso-brunastra. Il capo è piccolo, di un verde un po' più spento rispetto al resto del corpo, mentre le pseudozampe appaiono rossastre e munite di uncini disposti su doppia mesoserie. Sui fianchi sono chiaramente distinguibili gli stigmi, rappresentati da piccole macchie ellissoidali brunastre, talvolta attraversate in senso dorso-ventrale da una piccola linea bianca. È inoltre possibile scorgere, sempre sui fianchi, una serie di pallide bande trasversali, appena accennate, che passano molto vicine ad ogni singola apertura spiracolare.

### Pupa
La crisalide è adectica ed obtecta, con un cremaster poco sviluppato; le colorazioni variano dall'arancio intenso al nerastro lucido, con un lungo processo uncinato all'estremità cefalica; si rinviene all'interno di un bozzolo dalle pareti sottili, posto negli strati superficiali della lettiera del sottobosco.

## Biologia

### Comportamento
La specie ha abitudini diurne. Prima dell'accoppiamento, le femmine richiamano i maschi grazie ad un feromone rilasciato da una ghiandola posta all'estremità addominale.

È possibile che la pupa raggiunga la superficie del terreno poco prima dell'emersione dell'adulto dal bozzolo, che di regola avviene circa 30 giorni dopo l'impupamento.

### Periodo di volo
In Florida la specie è multivoltina, con adulti campionati in tutti i mesi dell'anno. In Costa Rica non sono stati rinvenuti adulti solo a marzo e ottobre. In Bolivia, invece, esemplari adulti sono stati documentati a marzo, ottobre e dicembre.

### Alimentazione
Gli adulti si alimentano del nettare di svariate specie di fiori, ma le larve attaccano esclusivamente le foglie delle Annonaceae, tra cui:
- Annona glabra L.
- Annona holosericea Saff.
- Annona purpurea Moç. & Sessé ex Dunal
- Annona rensoniana (Standl.) H.Rainer
- Annona reticulata L.

Va peraltro aggiunto che l'interazione tra Annona glabra e Cocytius antaeus permette a quest'ultima specie di effettuare una impollinazione entomogama, a vantaggio dell'epifita Dendrophylax lindenii (Orchidaceae).

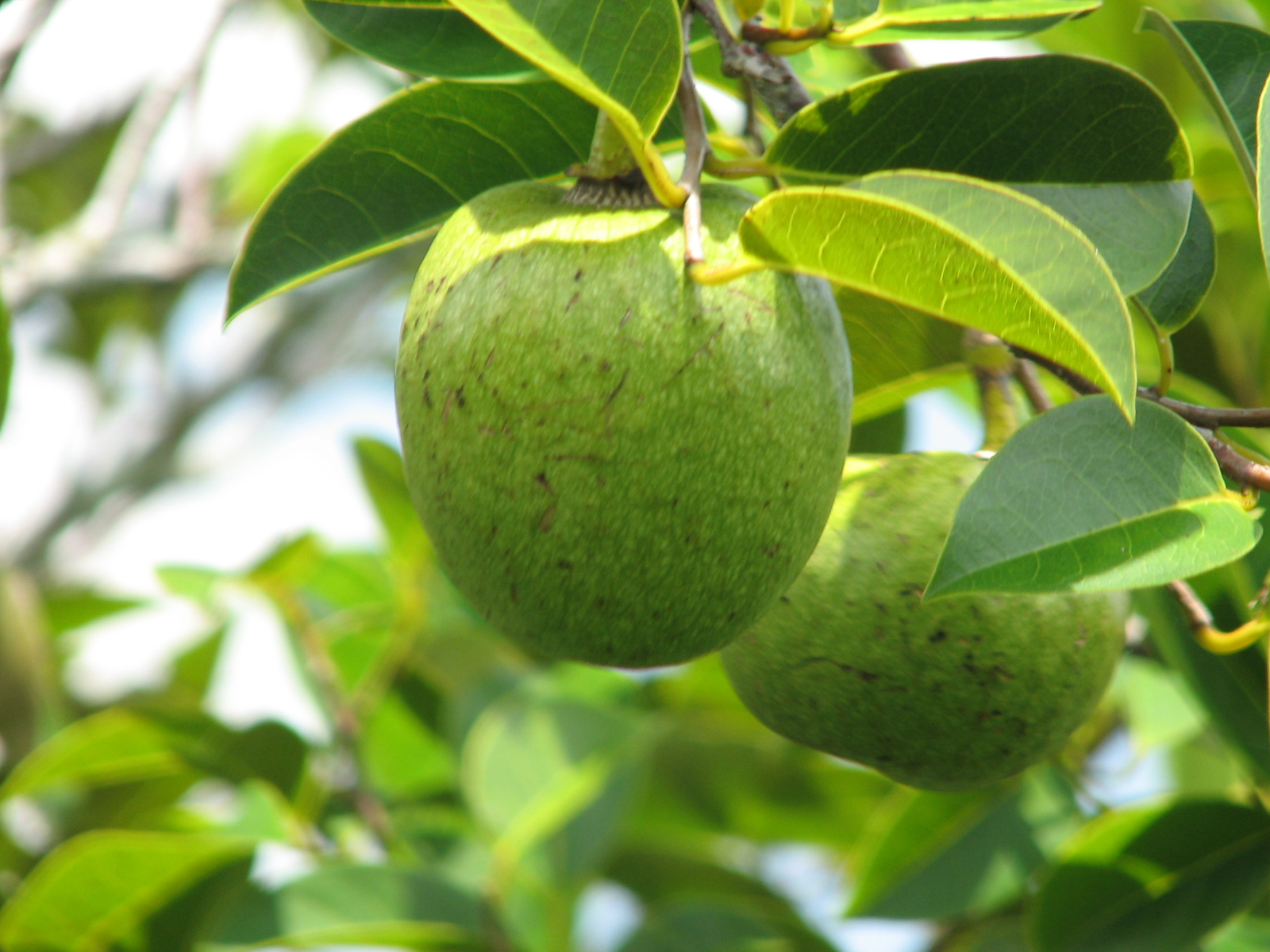
Annona glabra
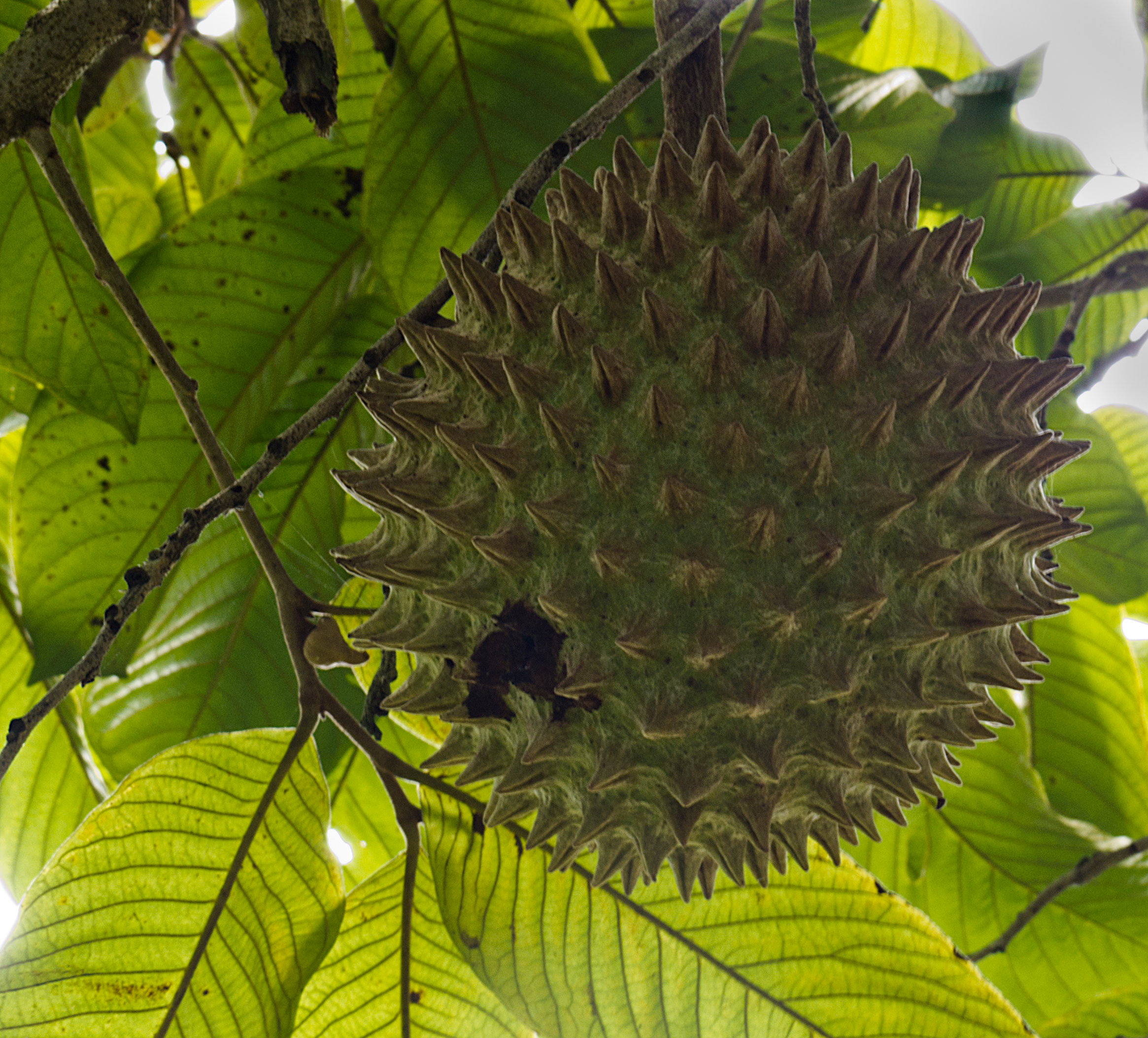
Annona purpurea
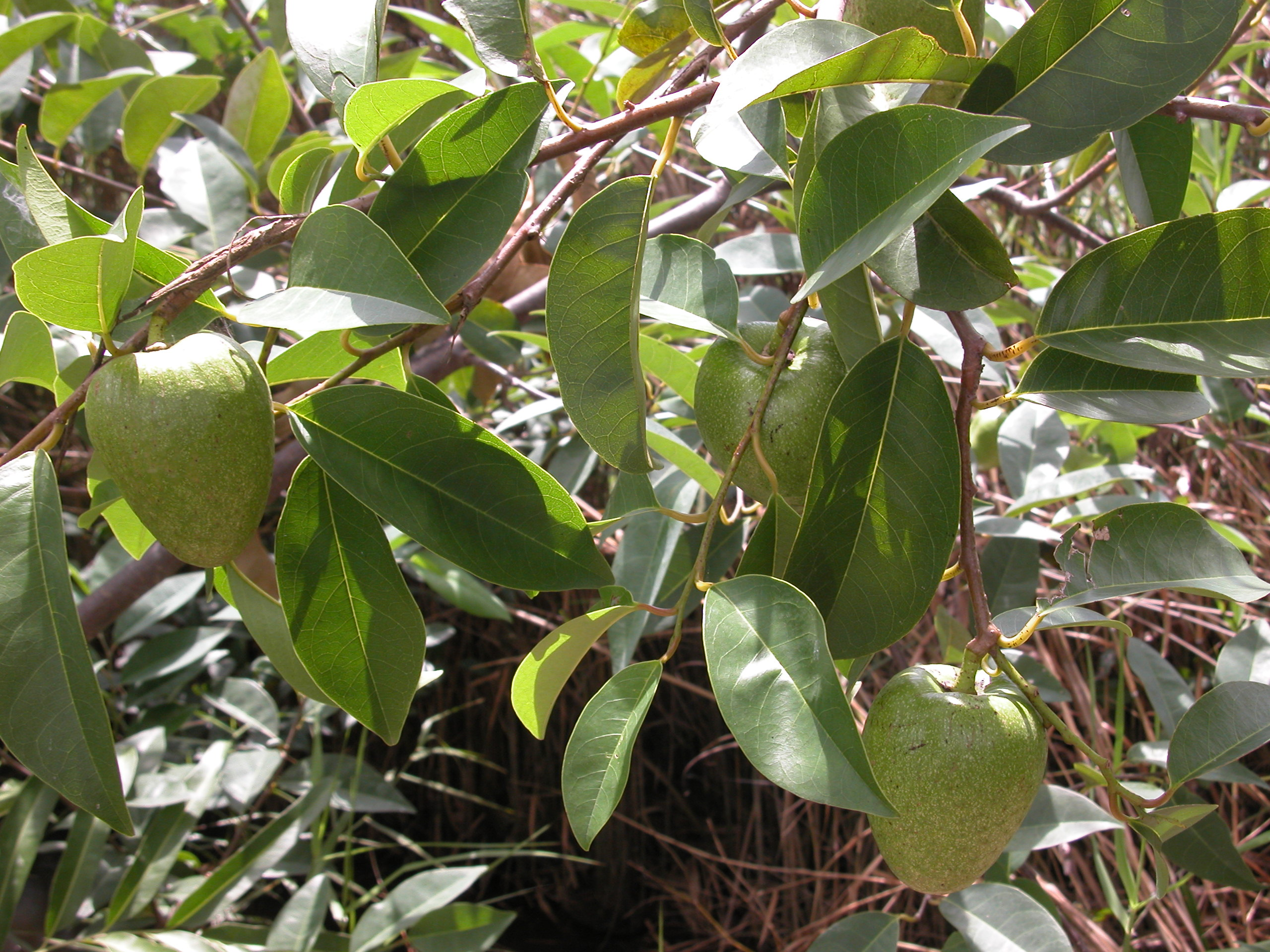
Annona reticulata

### Parassitoidismo
Sono noti fenomeni di parassitoidismo, ai danni delle larve di Cocytius antaeus, da parte di imenotteri appartenenti alla famiglia Braconidae e ditteri della famiglia Tachinidae.

## Distribuzione e habitat

L'ecozona neotropicale

L'areale della specie si estende all'interno dell'ecozona neotropicale, pur raggiungendo anche la parte più meridionale dell'ecozona neartica, e comprende: gli Stati Uniti meridionali (Arizona, Texas, Mississippi, Georgia, Florida e Carolina del Sud, ma con sconfinamenti occasionali fino in Illinois e New Jersey), il Messico (Tamaulipas, Veracruz e Quintana Roo), le isole Bahamas, Cuba, le Cayman, la Giamaica (locus typicus della specie), Haiti, la Repubblica Dominicana, Porto Rico, Saint Kitts e Nevis, Montserrat, la Dominica, la Guadalupa, la Martinica, Saint Lucia, Barbados, Trinidad e Tobago, Bonaire, Curaçao, il Belize (Corozal, Cayo, Stann Creek e Toledo), il Guatemala (Izabal), l'Honduras, El Salvador, il Nicaragua (León, Managua e Granada, probabilmente Carazo, Masaya e Rivas), la Costa Rica (Guanacaste, Limón, Heredia, Puntarenas, Alajuela, San José e Cartago), Panama, la Colombia, il Venezuela (Aragua, Bolívar, Guárico, Miranda e Monagas), la Guyana, il Suriname, la Guyana francese, l'Ecuador, le isole Galápagos, il Perù, il Brasile (Amazonas, Pará, Acre, Rondônia, Maranhão, Alagoas, Distretto Federale, Bahia, Minas Gerais, San Paolo, Paraná e Rio Grande do Sul), la Bolivia (Santa Cruz e La Paz), il Paraguay, il Cile settentrionale, l'Argentina settentrionale (Salta, Tucumán, Formosa, Chaco e Misiones) e l'Uruguay.
L'habitat è rappresentato da foreste tropicali, e sub-tropicali, dal livello del mare fino a modeste altitudini.

## Tassonomia

### Sinonimi
Relativamente al genere Cocytius, si segnalano due sinonimi:
- Amphionyx Lucas, 1856 in Sagra, Hist. fis. pol. nat. Isla Cuba (2) 7(2, Insectos): 298 - Specie tipo: Amphionyx hydaspus = Sphinx hydaspus Cramer, 1777.[13]
- Ancistrognathus Wallengren, 1858 - Öfvers. K. VetenskAkad. Förh. Stockh. 15: 138 - Specie tipo: Sphinx jatrophae Fabricius, 1775[14]

Per quanto riguarda Cocytius antaeus sono stati riportati i seguenti sinonimi:
- Amphonyx medor Butler, 1875 - Trans. Zool. Soc. London 9: 599 - Locus typicus: Messico (sinonimo eterotipico)[15]
- Amphonyx tapayusa Moore, 1883 - Proc. Lit. Philos. Soc. Lpool 36: 327-377 - Locus typicus: San Paolo, Brasile (sinonimo eterotipico)[16]
- Cocytius cluentius Troschel, 1900 - Ent. newa. Phil. 11: 334 - Locus typicus: Chicago, Stati Uniti d'America (sinonimo eterotipico)[17]
- Cocytius henrici Pinchon, 1969 - Faune des Antilles françaises 2: 162-163 (sinonimo eterotipico)[18]
- Sphinx annonae Shaw, 1802 - In Shaw, Nodder & Nodder, 1802. Naturalist's Miscellany 14: tavv. 566-567 - Locus typicus: Suriname (sinonimo eterotipico)[19]
- Sphinx antaeus Drury, 1773 - Illust. Nat. Hist. Exot. Insects 2: tav. 25, fig. 1 - Locus typicus: Giamaica (sinonimo omotipico, basionimo)[2]
- Sphinx hydaspus Cramer, 1777 - Uitl. Kapellen 2 (9-16): 149 (indice), pag. 31, tav. 118, fig. A - Locus typicus: Suriname (sinonimo eterotipico)[6]
- Sphinx iatrophae Fabricius, 1775 - Syst. Ent.: 538 - Locus typicus: America (sinonimo eterotipico)[20]
- Sphinx jatrophae Fabricius, 1775 - Syst. Ent.: 538 - Locus typicus: America (sinonimo eterotipico)[20]
- Sphinx medor Stoll, 1782 - In Cramer, Uitl. Kapellen 4: 215, tav. 394, fig. A - Locus typicus: Suriname (sinonimo eterotipico)[21]

### Sottospecie
Al momento non vengono individuate sottospecie, per quanto in passato alcuni autori riconoscessero Cocytius antaeus medor (= Sphinx medor) come sottospecie distinta, presente tra la Florida e l'Uruguay.

## Conservazione
Lo stato di conservazione della specie non è stato ancora valutato dall'IUCN.